# Джимми Ван Хьюзен
Эдвард Честер Бэбкок (англ. Edward Chester Babcock; 26 января 1913[…], Сиракьюс, Нью-Йорк — 6 февраля 1990, Ранчо-Мираж, Калифорния), больше известный как Джимми Ван Хьюзен (англ. Jimmy Van Heusen) — американский композитор. Он сочинял музыку для бродвейских пьес и голливудских фильмов. Лауреат четырёх премий «Оскар» за лучшую песню, лауреат премии «Эмми». Известен по своей работе с лириками Джонни Берком и Сэмми Каном.